# Совий
Совий — в литовской мифологии проводник душ в царство мёртвых, изобретатель традиции трупосожжения. Сюжет о Совии известен по вставке 1261 года, сделанной западнорусским переписчиком к русскому переводу «Хроники» Иоанна Малалы. Поймав однажды кабана, он отдал девять его селезёнок сыновьям, чтобы они испекли их. Дети съели селезёнки. Разгневанный Совий решил спуститься в ад, куда он смог войти только через девятые ворота — их ему указал один из сыновей. Затем этот сын отправился на поиски отца и, найдя его, похоронил в земле. На утро Совий восстал из земли и поведал сыну, что изъеден червями и гадами. Тогда сын положил тело Совия в дерево, и наутро тот сообщил, что был изъеден комарами и пчёлами. Лишь после сожжения Совий успокоился. В тексте Совий назван проводником в царство мёртвых.
Племя, которое сжигает своих мертвых, называется Совица - это название применялось к литовцам, ятвягам и пруссам. Миф о Совии связан с Солнцем, связывая пойманного вепря и огонь с солярными элементами. Девять селезёнок вепря символизируют девять ворот в потусторонний мир. Необходимо отметить, что по селезёнке вепря литовцы гадали, каким будет следующий год. Таким образом, имя Совия исследователи связывают со славянским богом Сварогом, соответствующим греческим богам кузнецу Гефесту и его сыну - Гелиосу-Солнцу, отмечая, что и само его имя близко с литовским корнем для обозначения солнца.